# بيت القطيبى (أرحب)

تعديل مصدري - تعديل

بيت القطيبي هي إحدى قرى عزلة زندان بمديرية أرحب التابعة لمحافظة صنعاء، بلغ تعداد سكانها 1200 نسمة حسب تعداد اليمن لعام2023.
قرية بيت القطيبي
مشايخ القرية /الشيخ شايف شايف حسين القطيبي
تقع قرية بيت القطيبي في محافظة صنعاء مديرية أرحب 
عزلة زندان بلغ تعداد سكانها حسب الإحصاء الذي تم رصده من قبل ابناء المنطقة وهو 1200لعام 2023م
أيضاً تشتهر قرية بيت القطيبي بزراعة الحبوب مثل الذرة والبلسن والشعير والبر والرومي وغيرها الكثير . المناطق الزراعية في قرية بيت القطيبي قاع القمع والشرقي ومور تانه والأحلي ووادي جعيل والخ 
                    *وديان القرية*
1.وادي الجوف ويكون وسط القرية ويشتهر وادي الجوف بزراعة القات 
2.وادي عريجة يشتهر وادي عريجة بزراعة القات والمناضر الرائعة التي تطل على بعض الوديان 
3.وادي المهاشيش يتميز الوادي بزراعة القات 
وكثير من الوديان وكثير من السهول في هاذه القرية
               *_مساجد القرية_*
1.المسجد الكبير
2.الجامع الأحمر أقدم جامع في القرية يتجاوز عمره 150عام
3.مسجد احمد ياسين 
4.جامع الشايف ويقع في المنطقة السفلی من القرية
5.جامع الرحمن 
6.جامع قطيبي
7.جامع الحارة 
8.جامع مبارك سعد 
               مدرسة بيت القطيبي وهي مدرسة ابتدائية و ثانوية للبنين والبنات 
             ويوجد في القرية 2آبار بير الشيخ شايف 
وبير الحقبة